# Волощук, Сергей Сергеевич
Сергей Сергеевич Волощук (укр. Сергій Сергійович Волощук; 31 мая 1991, Веселиново — 20 июля 2023, Старица) — украинский военнослужащий, младший сержант, участник российско-украинской войны. Герой Украины (2025, посмертно).

## Биография
Родился 31 мая 1991 года в посёлке Веселиново Николаевской области. После окончания местной школы обучался в Вознесенском профессиональном лицее, где получил специальность электросварщика.
Участвовал в отражении российской агрессии на востоке Украины, после ранения был комиссован. С началом полномасштабного российского вторжения в Украину в 2022 году вновь присоединился к силам обороны Украины, служил в 101-й отдельной бригаде территориальной обороны.
Погиб 20 июля 2023 года вблизи села Старица Харьковской области.
Похоронен в родном посёлке.

## Награды
- Звание «Герой Украины» с удостоением ордена «Золотая Звезда» (2 января 2025, посмертно) — за личное мужество и героизм, проявленные в защите государственного суверенитета и территориальной целостности Украины, верность военной присяге[1].